# バレン国立公園
バレン国立公園（愛: Páirc Náisiúnta Burren, 英: Burren National Park）はアイルランドの6つの国立公園の1つ。管理者は観光・文化・芸術・アイルランド語地域・スポーツ・メディア省配下の国立公園野生生物局である。アイルランド西部のクレア県に広がるバレンというカルスト地形の、南西角に位置する。
地名のバレン（英: Burren）は現地の言葉（愛: Boíreann）に由来し「岩だらけの場所」を意味する。アイルランドのバレンはおよそ350 km2、国土面積の1％にあたり、国はそのほとんど全域を貴重な環境として保全の対象に定める。バレン国立公園では酪農ほか、伝統的な土地利用を認めている。

## 沿革
バレン国立公園の用地買収と一般公開は1991年で、域内に沼、ヒースの原野、草原、森林をそなえ、丘陵を合わせた総面積1,500 ha はアイルランドの国立公園で最小。石灰岩の露頭、草原、ヘーゼルのしげみ、トネリコ属ほかの樹林帯、水場のトゥーロッホや湧水、湿地がある。最高地点のノッケーンズ山（207 m）から南のマラモアへ丘の尾根が連なり、 その東側を占める広大な低地は石灰質で、季節により多くの湖沼が姿を見せる。暖かい季節には草地に混在する寒帯と地中海性気候の草本の花が咲き、その種の豊富さを求めて来園者が集まる。

### 酪農と環境保全
国立公園を含むバレン地域は酪農の歴史が長く、家畜の放牧が植物種の維持に貢献してきた点が尊重されている。酪農家は伝統的に、秋から早春、初夏から初秋で放牧地を使い分けており、冬の放牧地は早春、草本のつぼみが形成される少し前に家畜を移動させてきた。すると寒い時期に家畜がかじって地面ぎりぎりまで短くなった草は、気温が上がって伸び始めても種の間で光を奪い合うことはなく、どれも花を咲かせて種を結ぶ確率が高くなるという。こうして伝統的な冬の牧畜の手法は環境の維持に欠かせなかったが、酪農家の経営が専業から兼業に移行し、成牛から子牛の生産に変わった点、また育てる品種も放牧で十分に育つ在来種から、人工飼料で高い栄養を与えるヨーロッパ大陸の品種が増えるなど、冬の放牧を行わなくても済む要因が増えた。従来の環境への干渉が減るにしたがい、セイヨウハシバミほか低木が優位になり、生態系に変化があらわれ始めた。
公園管理事務所は2020年、バレンの自然環境と酪農・農業の関係をまとめ、来園者向けに初めて「農と環境保全」と題した展示を行っている。この展示と並行して、伝統の酪農手法は知的資産であるという視点、その継承や現代の経済活動に伝統の酪農を活用し支えるよう環境の持続可能な開発の啓発をはじめた。家族型農業経営は国連食糧農業機関（FAO）の提唱するところでもある。